# Viện Hàn lâm Trẻ Toàn cầu

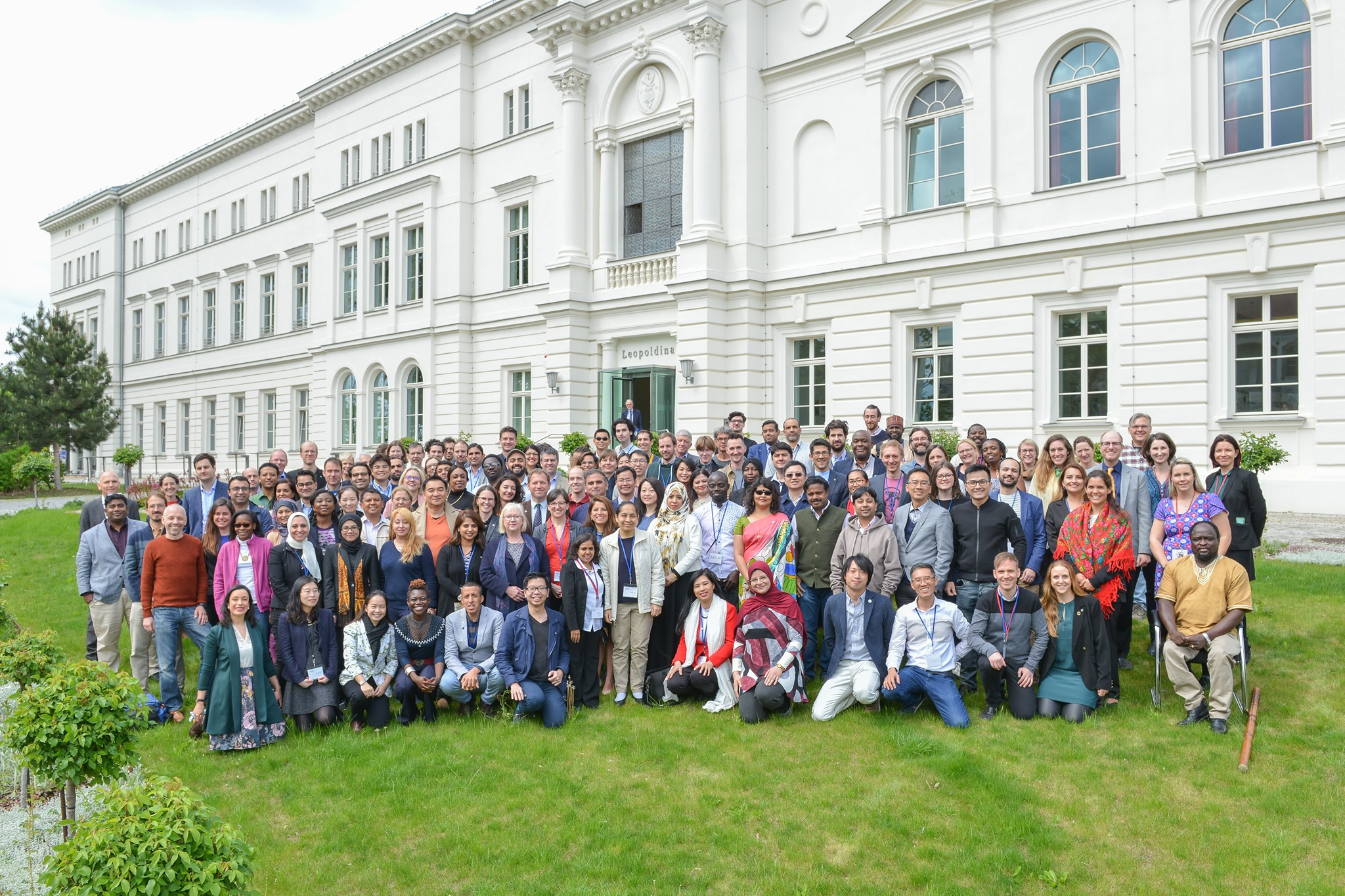
Các thành viên và cựu sinh viên của GYA tại Đại hội thường niên 2019 tại Leopoldina ở Halle, Đức

Viện Hàn lâm Trẻ Toàn cầu, viết tắt theo tiếng Anh là GYA (Global Young Academy) là một tổ chức phi chính phủ - phi lợi nhuận quốc tế dành cho các nhà khoa học trẻ thực hiện học tập nghiên cứu khoa học và có diễn đàn tiếng nói trên toàn cầu.
GYA có thời gian học là 5 năm và quy mô thành viên giới hạn ở mức 200.
GYA là thành viên liên hiệp khoa học của Hội đồng Khoa học Quốc tế (ISC), và của Hội đồng Quốc tế về Khoa học (ICSU) trước đây.

## Lịch sử
Viện Hàn lâm Trẻ Toàn cầu được thành lập năm 2010 tại Berlin, Đức, sau cuộc họp tổ chức sơ bộ năm 2008 do ban các vấn đề quốc tế của InterAcademy Partnership và Diễn đàn Kinh tế Thế giới và cuộc họp tổ chức lần thứ hai vào năm 2009 tại Đại Liên, Trung Quốc.
Đồng chủ tịch sáng lập GYA là Gregory Weiss, một nhà hóa học từ Đại học California, Irvine, Hoa Kỳ và Nitsara Karoonuthaisiri từ Trung tâm Kỹ thuật di truyền và Công nghệ sinh học ở Thái Lan.
Các đồng chủ tịch 2018 là Ts. Tolu Oni, Đại học Cape Town, Nam Phi và Connie Nshemereirwe, từ Actualize Africa, Uganda. Các đồng chủ tịch 2019 là Connie Nshemereirwe và Koen Vermeir.
GYA hợp tác chặt chẽ với hầu hết các tổ chức văn hóa khoa học lớn trên thế giới như UNESCO, Hội đồng tư vấn khoa học của Tổng thư ký LHQ, Hội đồng Khoa học Quốc tế (ISC, trước đây là ICSU), IAP (InterAcademy Partnership), Hội đồng Nghiên cứu Toàn cầu GRC (Global Research Council), Trung tâm Nghiên cứu chung của Ủy ban châu Âu (European Commission's Joint Research Centre) và Viện Hàn lâm Khoa học Thế giới TWAS (The World Academy of Sciences).
GYA đang tích cực trong việc giúp thành lập các học viện trẻ quốc gia trên toàn thế giới. Năm 2017, ba học viện trẻ quốc gia đã được ra mắt tại Albania, Estonia và Phần Lan. GYA cũng đã phát triển một số dự án và chiến dịch nghiên cứu quốc tế trong những năm gần đây. Gần đây, GYA được mời tham gia Hội đồng tư vấn của Nhóm lớn trẻ em và thanh thiếu niên LHQ (UN MGCY, United Nations Major Group for Children and Youth). Kể từ năm 2019, GYA đã được nêu danh là thành viên đầy đủ của Hiệp hội Đối tác InterAcademy (IAP), mạng lưới toàn cầu của 138 học viện khoa học, kỹ thuật và y học.